# Orza

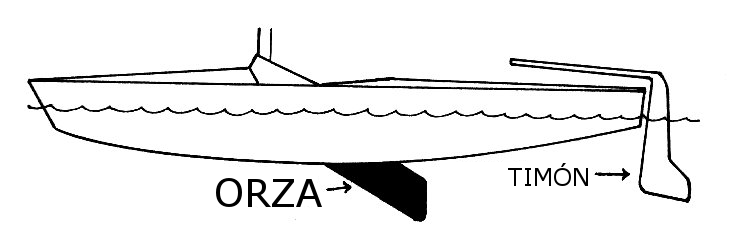
La orza es una pequeña quilla replegable que pivota en una apertura en el casco de una embarcación.

En náutica, la Orza es una pieza utilizada para evitar el abatimiento  producido por el viento.
Fue inventada en el siglo XVIII y es una pieza de forma trapezoidal que va sujeta bajo la quilla de los barcos y que se sumerge por debajo del casco. Ese elemento evita que una ráfaga de costado desplace lateralmente la embarcación, ya que reconduce toda esa energía hacia adelante y permite que el barco escore sin derivar y pueda avanzar en contra del viento.
Antes de la invención de la orza en el siglo XVIII, si un barco que trazaba una ruta de cabotaje era sorprendido por una tormenta cerca de una zona rocosa tenía muchas probabilidades de naufragar, sobre todo si el viento provenía de mar adentro y era tan intenso que hacía inútil los esfuerzos de los remeros.

## Descripción
La orza puede estar situada a los costados, como en las embarcaciones antiguas, o en una caja central colocada bajo la quilla de la embarcación, puede tener forma rectangular como en el caso de los veleros de la clase Optimist, ovalada como en los de las clases 420 y 470 o trapezoidal como en el caso de los cruceros monocasco.
También hace referencia a la orza de avante o de novela, que es la orza a popa del trinquete.

## Palabras relacionadas
Orza a popa: es el Cabo con que se sujeta hacia popa el car de una entena, cuando se navega a un largo.
Orza de deriva: es el Plano giratorio alrededor de un eje horizontal, que algunos veleros usan para disminuir el abatimiento, a cuyo fin se sumerge en el agua. A veces dicho plano va en crujía central, dentro de la cual sale o entra a voluntad, quedando calada o no. Su peso, cuando está calada, favorece la estabilidad. La llevan casi todos los pequeños balandros de regatas. Se le llama también orza de quilla.